# Mușenița
Mușenița je rumunská obec v župě Sučava. Žije zde přibližně 1 400 obyvatel. Obec se skládá ze šesti částí. Sídlo správy obce je v části Baineț. Leží u hranic Rumunska s Ukrajinou.

## Části obce
- Mușenița – 181 obyvatel
- Baineț – 228 obyvatel
- Băncești – 103 obyvatel
- Climăuți – 262 obyvatel
- Vășcăuți – 485 obyvatel
- Vicșani – 183 obyvatel